# Юнссон, Кнут

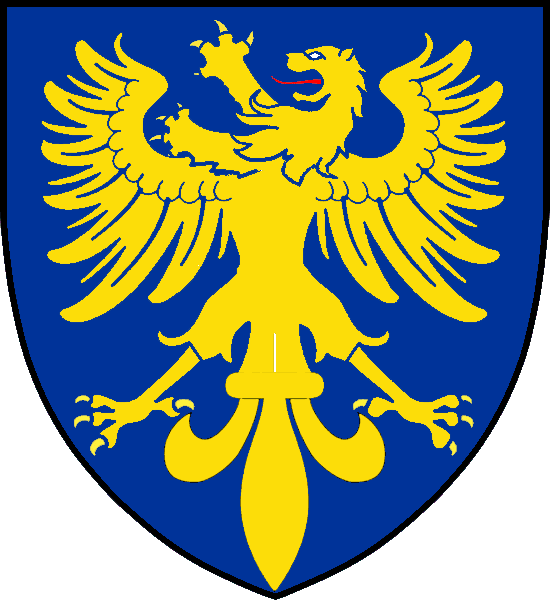
Герб Кнута Юнссона

Кнут Юнссон (швед. Knut Jonsson; ? — 1347) — шведский государственный деятель, председатель риксрода (Государственного совета) Швеции, дротс (канцлер королевства) Швеции в 1311—1314 и 1322—1333 годах.

## Биография
Представитель знатного шведского рода. Сын Юхана Филипссона, казненного (вместе с братом Биргером и племянником Юханом Карлссоном) за мятеж против Магнуса Амбарный Замок в 1280 году. О дате и месте его рождения ничего неизвестно, впервые упоминается в 1292 году. Стал рыцарем предположительно после 1298 года. В 1305 году стал членом государственного совета (риксрода).
С 1307 года находился в окружении герцогов, а в 1310 году перешёл на сторону конунга Биргера Магнуссона и был назначен лагманом Эстергётланда.
С 1311 года стал дротсом короля Швеции. В 1314 году был смещён, передав эту должность Юхану Брункову, однако оставался при конунге до своего демонстративного ухода после 11 декабря 1317 года. В 1315—1316 годов вновь был главным судьей Эстергётланда.
В 1317 году поддержал восстание Матса Кеттильмундсона против короля Швеции Биргера I.
В 1319 году поддержал восстание герцога Сёдерманландского Эрика Магнуссона, претендента на шведский трон. В том же году был среди составителей и подписантов Великой хартии Швеции, которой была ограничена королевская власть. Тогда же женился на представительнице рода Бьельбо (родственников королевской династии Фолькунгов).
Неприятие, с которым Кнут отнесся к планам Биргера I, направленным против герцогов, свидетельствует о связях Кнута с «партией» герцога Сёдерманландского Эрика Магнуссона даже в период службы при конунге.
Снова стал дротсем в 1322 году, заняв место Матса Кеттильмундсона в качестве главы регентского совета при Магнусе Эрикссоне и стал фактическим правителем королевства Швеции при номинальной регентше Ингборге Норвежской.
Вероятно также, что созданию благоприятного портрета Кнута Юнссона способствовало его возвышение в 1322 году, совпавшее по времени с завершением работы над «Хроникой Эрика». В диалоге Кнута с конунгом обращает на себя внимание то, как передается изменение его отношения к Биргеру: с вежливого «Вы» он резко переходит на неуважительное «ты».
Власть Кнута Юнссона продолжалась до 1333 года. За время правления был улажен длительный конфликт с Новгородской республикой. 12 августа 1323 в крепости Орешек по его приказу Кнута Матсом Кеттильмундсоном был заключен мирный договор с Новгородом, который установил границу между ними от Финского залива по реке Сестре, на севере до озера Сайма и затем на северо-запад к берегу Ботнического залива и закрепил за Швецией западную часть Карельского перешейка.
Казнён королём Швеции Биргером Магнуссоном в 1347 году.
Похоронен в монастыре Альвастра.